# История Белиза
История Белиза начинает свой отсчет тысячи лет назад. Цивилизация Майя распространилась на территорию современного Белиза между 1500 годом до н. э. и 200 н. э. и процветала примерно до 1200 года н. э. Несколько крупных археологических памятников, в частности Кахаль Печ, Караколь, Ламанай, Лубаантун, Алтун-Ха, Шунантунич, свидетельствуют о существовании развитой и густонаселенной цивилизации в тот период. Первое зарегистрированное европейское поселение было создано английскими моряками, которые потерпели кораблекрушение в 1638 году. В течение последующих 150 лет было создано много английских поселений. Этот период также ознаменовался пиратством, единичными нападениями туземцев и соседних испанских поселений.
В конце XVIII века Великобритания первой отправила официального представителя в данный регион, но Белиз формально так и не назывался «Британским Гондурасом» вплоть до 1840 года. Он стал британской колонией в 1862 году. Впоследствии, несколько конституционных изменений были приняты для расширения представительного правительства. Полное внутреннее самоуправление под министерской системой было получено в январе 1964 года. Официальное название территории было изменено с Британского Гондураса на Белиз в июне 1973 года, а предоставлена полная независимость 21 сентября 1981.

## Древняя цивилизация майя
Цивилизация майя появились по меньшей мере три тысячи лет назад в низменной части полуострова Юкатан и горной местности на юге, что сейчас находится на территории нынешней юго-восточной Мексики, Гватемалы, в западной части Гондураса и Белиза. На сегодня многие проявления этой культуры сохранились в данном регионе, несмотря на почти 500 лет европейского господства. Примерно до 2500 года до н. э., некоторые охотничьи и земледельческие племена поселились здесь в небольших поселениях, что были заняты сельским хозяйством. Впоследствии они освоили такие культуры как кукуруза, фасоль, кабачки и перец чили. Большое разнообразие языков и субкультур способствовали формированию здесь культурного ядра майя. Пик этой цивилизации пришелся на классический период, начало которого датируется примерно 250 годом нашей эры.

## Палеогенетика
Полногеномный анализ ДНК людей, живших а каменных убежищах на территории Белиза 9600–7300 лет до настоящего времени, показывает, что они происходят от линии коренных американцев раннего голоцена и имеют лишь отдаленное родство с современными мезоамериканцами, включая популяции, говорящие на языке майя. У образца из белизского Mayahak Cab Pek (ок. 9,3 тыс. л. н.) определили митохондриальную гаплогруппу D4h3a.
После ~ 5600 лет до настоящего времени ранее неизвестное расселение людей с юга оказало серьёзное демографическое влияние на регион, обеспечив более 50% предковых компонент всех более поздних людей. Это новое происхождение происходит от источника, связанного с современными носителями языков чибча, живущими от Коста-Рики до Колумбии.

## Доколониальный период
В прошлом почти всю западную часть территории нынешнего Белиза населяли индейцы майя. В поздний классический период цивилизации майя (к концу I тысячелетия н. э.) на территории современного государства Белиз проживало около 400 тыс. человек. Культура майя достигла расцвета к IX веку. В X веке почти все индейцы майя покинули этот регион и мигрировали на север полуострова Юкатан (юг современной Мексики).
В начале XVI века, когда здесь впервые высадились европейцы (испанцы), некоторые племена майя ещё обитали на прибрежных низменностях. Испанцы пытались проникнуть и во внутренние области Белиза, однако были вынуждены отказаться от этих намерений, встретив сильное противодействие майя.
После завоевания испанцами Центральной Америки (1509—1524 годы) северная часть современного Белиза была номинально включена в состав вице-королевства Новой Испании (Мексики), а южная — в состав генерал-капитанства Гватемала. Однако испанцы практически не занимались колонизацией этого глухого и почти безлюдного района, и туда стали проникать англичане.
Существовавшие в этом районе до прихода европейцев индейцы майя покинули обжитые места и переселились в горные районы на границе Гватемалы и современного Белиза. До конца XVII века в горах существовало майяское поселение Типу, неподконтрольное испанским колониальным властям. Окончательное покорение майя испанцами в регионе произошло в 1697 году.
Первыми на белизском побережье начали создавать поселения английские и шотландские пираты, нашедшие тут удобную базу для атак против испанских кораблей. Отсюда пираты совершали набеги на испанские колонии в южном Юкатане и опустошили их, прекратив испанский контроль над районом.

## Колониальный период
Первая английская колония на берегу реки Белиз возникла в 1638 году. В середине XVII века были созданы и другие английские поселения. Позднее британские поселенцы занялись заготовками древесины кампешевого дерева, из которого извлекалось вещество, используемое при изготовлении красителей для тканей и имевшее большое значение для шерстопрядильной промышленности в Европе.
Основную массу английских поселенцев составляли пираты и колонисты с острова Ямайка, привозившие с собой рабов-африканцев для работ на лесозаготовках и плантациях. Уже к 1800 году африканцы по численности в четыре раза превосходили поселенцев европейского происхождения. К этому времени основной статьёй экспорта стало красное дерево, оттеснившее сандаловое дерево на второе место (такое положение сохранялось до 1950-х годов).
В XVIII веке испанцы неоднократно пытались силой оружия вытеснить англичан из Белиза, однако колонисты успешно отбили все нападения, что позволило поселенцам установить собственные законы и сформировать независимое от Англии правительство. В этот период местный орган законодательной власти — Народное собрание — контролировалось немногочисленными богатыми колонистами, которым принадлежала большая часть лесов и земель. Первое такое собрание было сформировано в 1738 году в результате выборов.
На протяжении XVII и XVIII веков Британия воздерживалась от официального провозглашения своего суверенитета над этим районом, опасаясь трений с Испанией.
В 1784 году британское правительство впервые назначило в Белиз своего официального представителя — суперинтенданта. Между Испанией и Британией в 1786 году была подписана конвенция, согласно которой территория современного Белиза официально находилась под испанским суверенитетом. При этом английские поселенцы имели право селиться на территории Белиза, заниматься там лесозаготовками, но не имели права строить укрепления, содержать вооружённые силы или создавать какую-либо форму самоуправления. Согласно этому соглашению Британия ликвидировала свою колонию Москито-Бэй на берегу Никарагуа. Около 2 тысяч поселенцев и их рабов оттуда перебралось в Белиз в 1787 году. Несмотря на соглашение, в колонии создавались крупные плантации, и продолжал существовать выборный магистрат. Крупные плантаторы не желали подчиняться британскому суперинтенданту, и колония продолжала оставаться полунезависимой.
В 1798 году испанцы попытались отбить Белиз и направили туда флот с 2000 солдат под руководством генерал-губернатора Юкатана. В результате боя, длившегося два с половиной часа, испанцы потерпели поражение.
В начале XIX века Великобритания попыталась установить более жёсткий административный контроль над поселениями в Белизе, требуя, в частности, под угрозой приостановки деятельности Народного собрания, соблюсти указания британского правительства об отмене рабства. Официально рабство было отменено в 1838 году.
С 1840 года англичане стали называть эту территорию Британским Гондурасом. В 1862 году Британия официально объявила Британский Гондурас своей колонией, а во главе администрации вместо суперинтенданта был поставлен вице-губернатор.
В начале XIX века население Британского Гондураса состояло в основном из креолов англо-негритянского происхождения и гарифуна (африкано-индейского происхождения), переселённых англичанами с островов Карибского моря, а также из англичан. Затем на территорию Белиза стали переселяться испано-индейские метисы и индейцы майя из Мексики и Гватемалы. Большое количество индейцев майя попало в Белиз в качестве беженцев в результате Войны каст, произошедшей на Юкатане в 1847—1852 годах. Позже британцы стали завозить в Белиз в качестве дешёвой рабочей силы индийцев, китайцев и других выходцев из Азии.
Во время экономического кризиса 1930-х годов экономика колонии оказалась на пороге краха в результате резкого падения в Великобритании спроса на лесоматериалы. К бедствиям, вызванным массовой безработицей, добавились последствия разрушительного урагана 1931 года. Вызванный тяжёлым положением трудящихся Британского Гондураса голодный бунт 1934 года иногда считается отправной точкой рабочих выступления в Британской Вест-Индии 1930-х.
Экономическое положение колонии улучшилось во время Второй мировой войны, однако после войны экономика колонии снова оказалась в состоянии застоя.
В 1959 году в Белиз переселились несколько тысяч меннонитов (немцы и голландцы) из Канады.
В 1964 году колония получила внутреннее самоуправление, в 1973 переименована в Белиз.
Предоставление независимости Белизу Великобританией долгое время откладывалось из-за того, что в 1966 году Гватемала, президентом которой тогда был Хулио Сесар Мендес Монтенегро, провозгласила Белиз своим восточным департаментом и потребовала у Британии его «возвращения».

## Период независимости
21 сентября 1981 года Белиз получил независимость. При этом там оставался британский вооружённый контингент (1,5 тыс. чел.), пока в 1992 году Гватемала не объявила об отказе от своих притязаний на Белиз. Белиз — член ООН с 1981 года, член Организации американских государств с 1991 года, входит в Карибское сообщество и в международную организацию стран АКТ.
До 1970 года столицей был город Белиз Сити, расположенный в устье реки Белиз на берегу Карибского моря. Этот самый крупный город страны неоднократно жестоко страдал от ураганов, сопровождавшихся сильнейшими наводнениями. После опустошительного урагана Хатти в 1961 году было принято решение о переносе столицы вглубь страны. В 1962 году правительство определилось с местом строительства новой столицы. В 1967 году в 80 км к юго-западу от Белиз Сити началось строительство нового административного центра — города Бельмопан, который в 1970 году стал резиденцией национального правительства и столицей Белиза.